# Apeadeiro de Pisão
O Apeadeiro de Pisão, originalmente denominado de Pizão, foi uma interface da Linha do Minho e do Ramal de Famalicão, que servia a localidade de Esmeriz, no concelho de Vila Nova de Famalicão, em Portugal.

## História

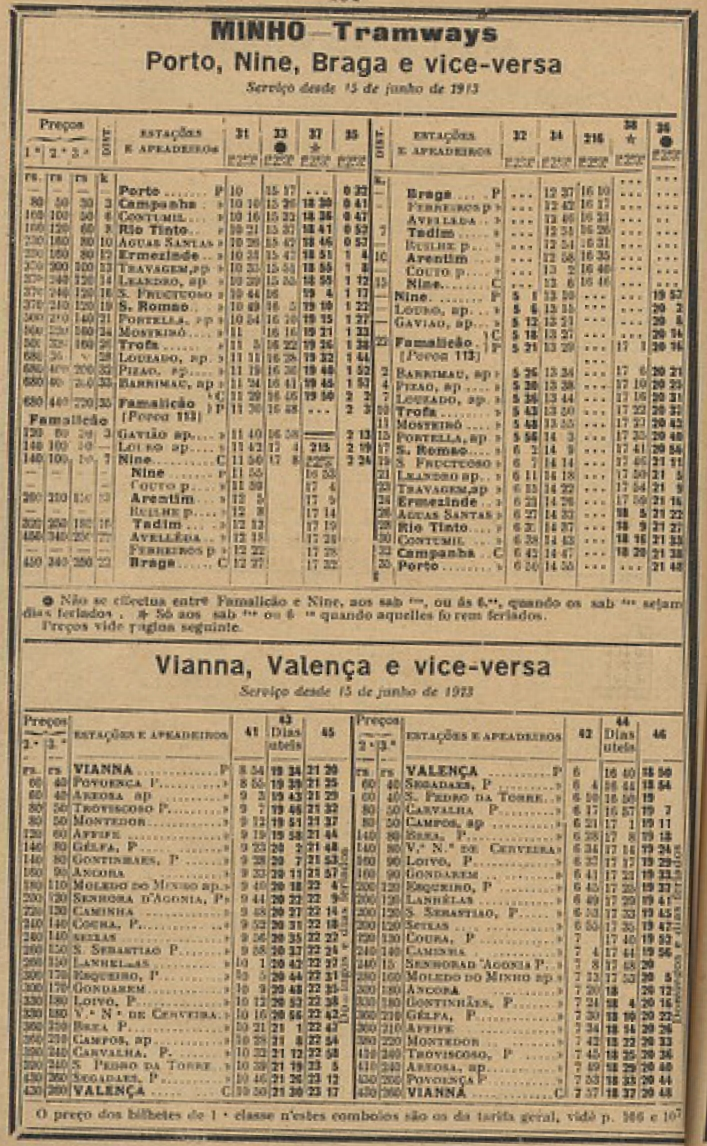
Horário de 1913, onde este apeadeiro aparece com o nome original, Pizão.

Este apeadeiro fazia parte do lanço da Linha do Minho entre Porto-Campanhã e Nine, que foi inaugurado em 21 de Maio de 1875, em conjunto com o Ramal de Braga.